# Odwój

Schematycznie przedstawiona cyrkulacja wody w obszarze odwoju występującego za uskokiem dna rzeki.

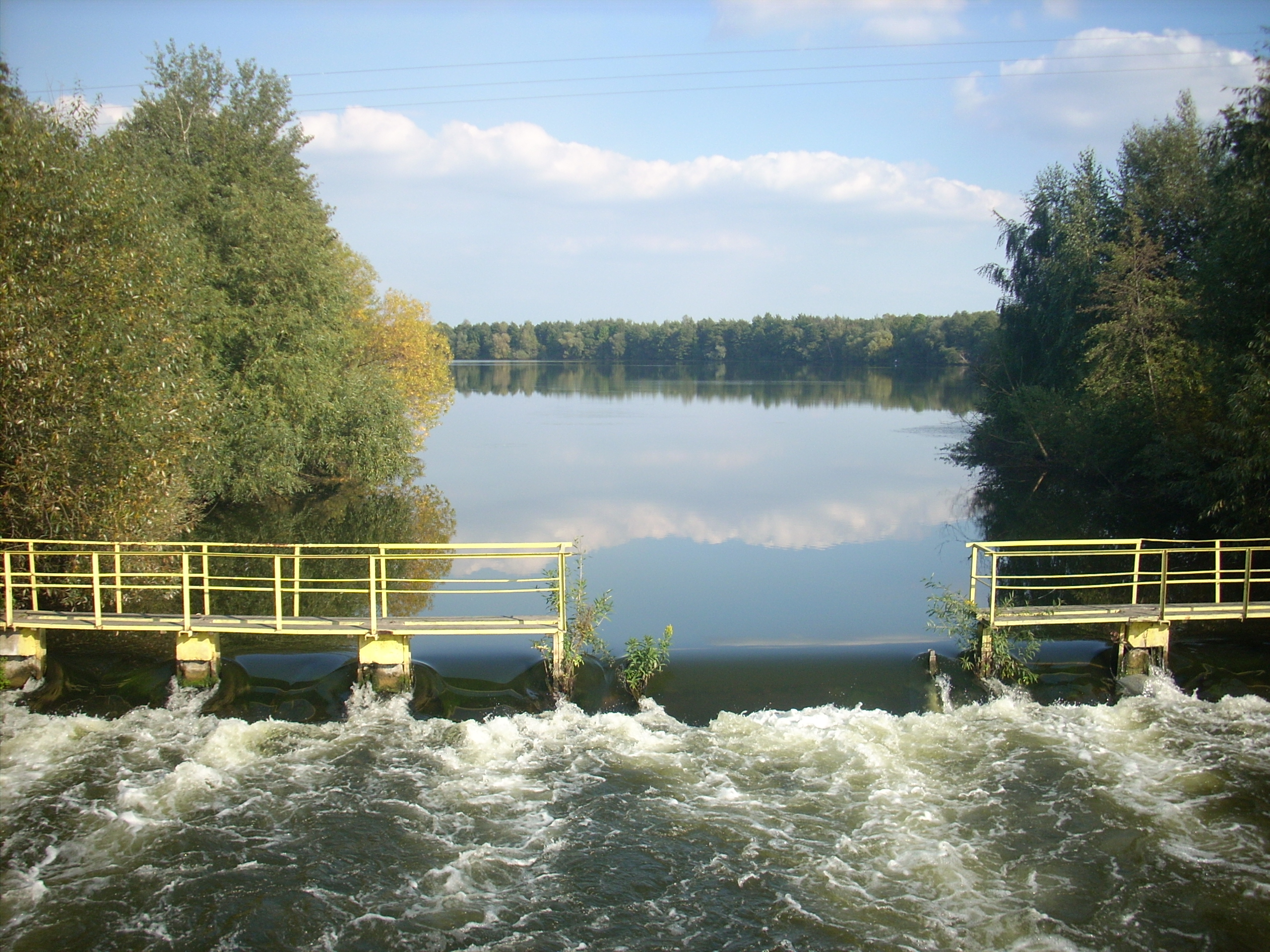
Jaz na jeziorze Licheńskim, z widocznym odwojem występującym zaraz za uskokiem.

Odwój – miejsce na rzece lub innym cieku wodnym, w którym następuje lokalna cyrkulacja nurtu. 
Jest ono spowodowane spadkiem koryta rzeki za przeszkodami naturalnymi bądź sztucznymi takimi jak jazy, czy zapory.

## Niebezpieczeństwo związane z odwojami
Odwoje są bardzo niebezpiecznymi miejscami dla osób znajdujących się w wodzie. Podczas spadku ciecz zostaje intensywnie napowietrzona, przez co znacznie zmniejsza się jej gęstość. Utrzymanie się na powierzchni w takim miejscu jest z tego powodu znacznie utrudnione. Ponadto cofka występująca zaraz za odwojem sprawia, że osoba znajdująca się w jej zasięgu jest wciągana w obszar odwoju i często niemożliwe jest samodzielne jego opuszczenie. Odwoje często „więżą” różnego typu przedmioty spływające korytem rzeki, takie jak kłody drewna, które obracane wewnątrz odwoju mogą wywołać ciężkie obrażenia.  
Im większy uskok dna, tym większa energia potencjalna wody, a więc i silniejsza cyrkulacja i prądy wsteczne wewnątrz odwoju.
Odwoje często bywają lekceważone przez ludzi nieuświadomionych o zagrażającym niebezpieczeństwie w ich obszarze, co często kończy się tragicznie.
Ratowanie osób znajdujących się w obszarze odwoju jest bardzo utrudnione i często jedyną akcją możliwą do przeprowadzenia, jest wprowadzenie do wody człowieka-żaby (ratownika na uwięzi, kontrolowanego przez osoby znajdujące się na brzegu), co jest bardzo niebezpieczne dla osoby ratującej. Alternatywną, bezpieczniejszą metodą, jest podanie osobie tonącej przedmiotu z brzegu, po którym możliwe jest przeciągnięcie się poza obszar odwoju.